# Сяо Цзяньґан
Сяо Цзяньґан (12 листопада 1972) — китайський важкоатлет.
Бронзовий призер Олімпійських Ігор 1996 року в категорії до 64 кг.
Чемпіон світу 1997 року в категорії до 64 кг.